# Skokholm
Skokholm (walijski Ynys Sgogwm) – niewielka, bezludna wyspa położona 4 km od południowo-zachodnich wybrzeży Pembrokeshire w Walii, u południowego wylotu Kanału św. Jerzego. Należy do grupy wysp, do której wchodzą jeszcze wyspa Skomer, położona na północ od Skokholmu i oddzielona od niego cieśniną Boar Sund oraz wyspa Grassholm, położona na zachód od Skokholmu.
Wyspa zbudowana jest ze starych, paleozoicznych skał osadowych, często spotykanych na Wyspach Brytyjskich. Ma formę pochyłego plateau. Budują ją czerwone, warstwowane piaskowce; znaczny upad tych warstw powoduje, że brzegi południowe i południowo-wschodnie są dość niskie i względnie dostępne, natomiast brzegi północne, wysokie nawet na kilkadziesiąt metrów - urwiste i niedostępne. Różnica pomiędzy poziomami morza podczas przypływu i odpływu sięga to 6 m. Wyspę porasta skąpa roślinność zielna, której towarzyszą nieliczne okazy dzikiego bzu i jawora. W pierwszej połowie XX w. na wyspie prowadzony był wypas owiec.
W 1916 roku na południowo-zachodnim cyplu wyspy, od strony otwartego morza, została zbudowana latarnia morska Skokholm, zautomatyzowana w 1983 roku.
Wyspa leży w granicach Parku Narodowego Pembrokeshire Coast. Jest jedną z ważniejszych ostoi ptaków morskich w Wielkiej Brytanii; gnieździ się na niej 4500 maskonurów i 2000 nurzyków i alk, a także nawałniki i burzyki północne. Przez cały rok występują tu także mewa srebrzysta i mewa żółtonoga. Prócz ptaków żyje tu bardzo liczna populacja dzikich królików. Wyspa jest chroniona jako rezerwat przyrody (nature reserve) i  miejsce chronione ze względu na znaczenie naukowe (Site of Special Scientific Interest), wraz z sąsiednią wyspą, pod wspólną nazwą Skomer. Od wielu lat istnieje na niej obserwatorium ornitologiczne, działające od wczesnej wiosny do późnej jesieni. Przez wiele lat pracował na niej słynny walijski ornitolog Ronald Mathias Lockley. Skokholm jest również istotnym stanowiskiem archeologicznym, z zachowanymi śladami zamieszkania od czasów epoki brązu.
Wyspa jest udostępniona dla zwiedzających.